# Warum nur, warum?
Chansons représentant l'Autriche au Concours Eurovision de la chanson
Vielleicht geschieht ein Wunder
(1963) Sag ihr, ich lass sie grüßen
(1965)
Singles de Udo Jürgens
Schreib' mir keinen Brief
(1963) Frag' nie
(1964)
Warum nur, warum? (« Pourquoi donc, pourquoi ? ») est une chanson écrite, composée et interprétée par le chanteur autrichien Udo Jürgens, sortie en 45 tours en 1964.
C'est la chanson représentant l'Autriche au Concours Eurovision de la chanson 1964 à Copenhague.
Elle est avec Sag ihr, ich lass sie grüßen (1965) et Merci, Chérie (lauréate de 1966) l'une des trois chansons avec laquelle Udo Jürgens a consécutivement représenté l'Autriche à l'Eurovision.

## À l'Eurovision

### Sélection
Après être sélectionné en interne par le radiodiffuseur autrichien ORF, Warum nur, warum? a été choisie pour représenter l'Autriche au Concours Eurovision de la chanson 1964 le 21 mars à Copenhague, au Danemark.

### À Copenhague
La chanson est intégralement interprétée en allemand, langue nationale, comme le veut la coutume avant 1966. L'orchestre est dirigé par Johannes Fehring.
Warum nur, warum? est la 6e chanson interprétée lors de la soirée, suivant Laiskotellen de Lasse Mårtenson pour la Finlande et précédant Le Chant de Mallory de Rachel pour la France.
À l'issue du vote, elle obtient 11 points et se classe 6e sur 16 chansons,.

## Liste des titres
| A1. | Warum nur, warum?   | Udo Jürgens                           | Udo Jürgens | 2:41 |
| B1. | Beautiful Dreamgirl | Udo Jürgens, Kay Farmer, Frank Bohlen | Udo Jürgens | 2:22 |

## Classements

### Classements hebdomadaires
| Classement (1964)               | Meilleure position |
| ------------------------------- | ------------------ |
| Allemagne (Media Control AG)    | 21                 |
| Belgique (Wallonie Ultratip 50) | Tip                |
| France (IFOP)                   | 48                 |

## Historique de sortie
| Pays                 | Date | Format            | Label |
| -------------------- | ---- | ----------------- | ----- |
| Allemagne de l'Ouest | 1964 | 45 tours          | Vogue |
| Danemark             | 1964 | 45 tours          | Vogue |
| France,              | 1964 | 45 tours          | Vogue |
| France,              | 1964 | EP super 45 tours | Vogue |
| Italie               | 1964 | 45 tours          | Vogue |
| Pays-Bas             | 1964 | 45 tours          | Vogue |

## Adaptations et reprises
Outre l'allemand, Udo Jürgens a également enregistré la chanson en anglais, en espagnol et en italien sous les titres de Tell Me Why (« Dis-moi pourquoi »), Qué pena (« Quel dommage ») et Peccato che sia finita così (« Dommage que tout finit ainsi ») respectivement.
En 1964, plusieurs reprises ont été enregistrées :
- Warum, nur warum? a également été enregistré dans une autre version en anglais par Matt Monro, le représentant britannique de l'Eurovision 1964, sous le titre Walk Away (« Allez-vous en »), version reprise par la suite par Udo Jürgens en 1973[10] ;
- Une version française sous le titre Dis-moi pourquoi a été enregistrée par le chanteur suédois Bob Asklöf[11].